# Почайна (железнодорожная станция)
Поча́йна (укр. Почайна, до 2018 года — Ки́ев-Петро́вка) — грузо-пассажирская железнодорожная станция Киевского железнодорожного узла Юго-Западной железной дороги.
Входит в состав Северного полукольца. Расположена между остановочными пунктами Зенит (расстояние — 1,3 км) и Оболонь (расстояние — 1,6 км).
Находится возле проспекта Степана Бандеры, улиц Электриков и Вербовой. Рядом одноимённая станция метро, книжный, вещевой и «блошиный» рынки, несколько супермаркетов и торговых центров. Является крупным пересадочным узлом, где сходятся множество автобусных и троллейбусных маршрутов.
Линию на которой возникла железнодорожная станция начали строить в 1914—1915 годах как часть стратегической кольцевой линии вокруг города (строительство завершено в 1929 году). Станция была открыта 5 ноября 1927 года.
Первоначальное название станция получила от района Петровка — так в честь руководителя ВУЦИК Г. И. Петровского в 1930-х годах наименовался Подол. Такой топоним не прижился, но название станции сохранилось. В 2018 году получила название Почайна по названию близлежащей речки.
Помещение пассажирского вокзала отсутствует. Грузовая контора расположена вблизи тупиковых путей на улице Новоконстантиновской, д. 2.
В настоящее время эксплуатируется как грузовая и в качестве остановочного пункта на линии городской электрички. При СССР на станции останавливались не только пригородные, но и некоторые поезда дальнего следования. В начале 2010-х существовал пассажирский маршрут в город Вышгород.